# تاكاشي سويجيما
تاكاشي سويجيما (باليابانية: 副島 貴司) (11 أبريل 1988 في كوماموتو في اليابان – )؛ هو لاعب كرة قدم سابق كان يلعب كلاعب وسط.